# Луна, Адрианна
Адриана Луна (англ. Adrianna Luna; род. 12 мая 1984, Лос-Анджелес, Калифорния, США) — американская модель и порноактриса.

## Биография
Родилась 12 мая 1984 в Лос-Анджелесе, Калифорния, США. Имеет филиппинские и мексиканские корни. В течение примерно трёх лет работала в качестве исполнительного помощника в производство-финансовой компании. Знает испанский язык.
Училась в Sonoma State University, а затем перешла в Университет штата Калифорния, где окончила факультет по специальности PR, а также получила степень бакалавра искусств в области журналистики.
Дебютировала в порноиндустрии в марте 2011 года, но поначалу не снималась, а занималась костюмами, гримом и другой подобной работой. В первой сцене снялась в 2012 году вместе с Дэнни Маунтином в фильме Them’s Some Sexy Titties для студии New Sensations.
В ноябре 2012 года стала «киской месяца» журнала Penthouse.
Ушла в отставку в 2017 году, снявшись в общей сложности в 244 фильмах.

## Избранная фильмография
- 2011 : Spin the Bottle
- 2012 : Women Seeking Women 89
- 2013 : Lesbians Love Strap-Ons 2
- 2014 : Lingerie 3
- 2015 : We Live Together.com 36
- 2016 : Love Love
- 2017 : POV with the Hottest Wife Materials
- 2018 : Pretty Pussy Party (compilation)

## Премии и номинации
| Год  | Премия         | Категория                                   | Фильм                                                        | Результат |
| ---- | -------------- | ------------------------------------------- | ------------------------------------------------------------ | --------- |
| 2012 | NightMoves     | Лучшая новая старлетка — Выбор фанатов      | н/д                                                          | Победа    |
| 2013 | AVN            | Best All-Girl Group Sex Scene               | Mind Fuck (вместе со Скин Даймонд и Селестой Стар)           | Номинация |
| 2013 | AVN            | Лучшая новая старлетка                      | н/д                                                          | Номинация |
| 2013 | Danni.com      | Danni Girl of the Year                      | н/д                                                          | Победа    |
| 2013 | AVN Sex Awards | Порнозвезда года                            |                                                              | Номинация |
| 2013 | AVN Sex Awards | Самая горячая сексуальная сцена             | Mind Fuck (Harmony film) со Скин Даймонд и Селестой Стар     | Номинация |
| 2013 | AVN Sex Awards | Porn’s Perfect On-Screen Couple (Girl/Boy)  | с Дереком Пирсонм                                            | Номинация |
| 2013 | AVN Sex Awards | Porn’s Perfect On-Screen Couple (Girl/Girl) | с Феникс Мари за сцену в Lesbian Doms & Subs Vol. 1          | Номинация |
| 2013 | AVN Sex Awards | Adult Movie of the Year                     | Tuff Love lead role                                          | Номинация |
| 2013 | AVN Sex Awards | Adult Movie of the Year                     | Mind Fuck (Harmony film), cast                               | Номинация |
| 2013 | XBIZ           | Лучшая новая старлетка                      | н/д                                                          | Номинация |
| 2013 | XRCO           | Новая старлетка                             | н/д                                                          | Номинация |
| 2014 | AVN            | Лучшая актриса                              | The Lone Ranger XXX: An Extreme Comixxx Parody               | Номинация |
| 2014 | AVN            | Лучшая сцена триолизма — М/М/Ж              | Bikini Clad Cum Sluts 2 (с Джоном Стронгом и Принцем Яшубой) | Номинация |
| 2014 | XBIZ           | Best Actress—Couples-Themed Release         | Tuff Love                                                    | Номинация |
| 2014 | XBIZ           | Лучшая актриса — Пародия                    | The Lone Ranger XXX: An Extreme Comixxx Parody               | Номинация |
| 2014 | XBIZ           | Best Scene — Feature Movie                  | Underworld (вместе с Кэмерон Ди и Томми Ганом)               | Номинация |